# 貝塚啓明
貝塚 啓明（かいづか けいめい、1934年（昭和9年）2月16日 - 2016年（平成28年）10月25日）は、日本の経済学者。専門は、財政学・金融論。学位は、経済学博士（東京大学・1963年）。東京大学名誉教授。財務総合政策研究所名誉所長。日本学士院会員。勲等は瑞宝重光章。
学習院大学経済学部助教授、大阪大学経済学部助教授、東京大学経済学部教授、東京大学経済学部学部長、中央大学法学部教授、中央大学研究開発機構教授、東京大学金融教育研究センターセンター長などを歴任。

## 概要
京都府出身の経済学者である。財政学、金融論を専攻する。公共財の最適供給に関するポール・サミュエルソンの命題や、企業金融上の資本コストに関するフランコ・モディリアーニとマートン・ミラーの定理について、一般化する業績で知られている。また、日本の財政や税制についても研究し、財政の景気安定効果や税制と社会保障の所得再配分効果を評価したことで知られている。学習院大学、大阪大学、東京大学、中央大学で教鞭を執り、後進の育成に努めた。また、京都産業大学など他の教育・研究機関でも客員を務めるとともに、財政制度等審議会、金融審議会、社会保障審議会などの会長も歴任した。2016年10月25日、膀胱癌のため死去。82歳没。叙正四位。

## 家族・親族
歴史学者・貝塚茂樹の長男。地質学者・地理学者小川琢治の孫で、冶金学者・小川芳樹、物理学者・湯川秀樹、中国文学者・小川環樹の甥。

## 略歴
- 1956年：東京大学経済学部卒業
- 1958年：東京大学大学院社会科学研究科修士課程修了
- 1962年：東京大学大学院社会科学研究科博士課程修了
- 1963年：経済学博士の学位を取得　論文は 「資源の配分からみた財政支出の経済的機能」
- 1964年：学習院大学経済学部助教授
- 1966年：大阪大学経済学部助教授
- 1972年：東京大学経済学部助教授
- 1976年：東京大学経済学部教授
- 1992年：東京大学経済学部長
- 1994年：中央大学法学部教授
- 2003年：中央大学研究開発機構教授
- 2006年：日本学士院会員（第1部第3分科）
- 2007年：京都産業大学客員教授
- 2009年：東京大学金融教育研究センター長
- 2011年：東京大学金融教育研究センター長退任

## 栄典
- 2009年：瑞宝重光章[4]

## 著書
- 『財政支出の経済分析』創文社 数量経済学選書 1971
- 『経済政策の課題』東京大学出版会 UP選書 1973
- 『財政学』（東京大学出版会、1988年）
- 『財政学』放送大学教育振興会 1991
- 『日本の財政金融』（有斐閣、1991年）
- 『金融論』（放送大学教育振興会、1991年）

### 共編著・編著
- 『資産選択と金融理論 ポートフォリオ・セレクション』編 日本経済新聞社 1970
- 『金融政策』編 日本経済新聞社 リーディングス・日本経済論 1972
- 『財政 現代経済学 7』館龍一郎共著（岩波書店、1973年）
- 『日本の財政』林健久共編 東京大学出版会 東京大学産業経済研究叢書 1973
- 『現代経済の課題』全5巻 安場保吉共編 日本経済新聞社 1973‐75
- 『経済学 政策篇 社会科学への招待』編著 日本評論社 1977
- 『経済学 理論篇』（日本評論社、1977年）
- 『現代財政学』全2巻 藤田晴共編 有斐閣双書 1980
- 『金融・証券講座』全5巻 志村嘉一,蝋山昌一共編（東洋経済新報社、1981年）
- 『現代日本の経済政策』兼光秀郎共編 日本経済新聞社 1981
- 『マクロ経済学と経済政策』浜田宏一、薮下史郎共編（東京大学出版会、1983年）
- 『財政と金融』岩田規久男共著 放送大学教育振興会 1986
- 『日本の金融システム 東京大学産業経済研究叢書』小野英祐共編（東京大学出版会、1986年）
- 『シリーズ現代財政』全5巻 野口悠紀雄,本間正明,石弘光,宮島洋共編 有斐閣 シリーズ現代財政 1990‐91
- 『金融論』岩田規久男共著 放送大学教育振興会 1991
- 『金融理論と制度改革 シリーズ現代金融』池尾和人共編（有斐閣、1992年）
- 『90年代の金融政策』原田泰共編著 日本評論社 郵政研究所研究叢書 1993
- 『日本の財政システム 制度設計の構想』金本良嗣共編 東京大学出版会 1994
- 『変革期の金融システム』植田和男共編 東京大学出版会 1994
- 『財政学』宮島洋共著 放送大学教育振興会 1995
- 『金融』奥村洋彦,首藤恵共著 東洋経済新報社 エッセンシャル経済学シリーズ 1997
- 『国際金融用語辞典 第4版』中嶋敬雄,楠本博と責任編集 銀行研修社 1998
- 『金融資本市場の変貌と国家』編 東洋経済新報社 1999
- 『国際金融用語辞典 第5版』中嶋敬雄,古川哲夫と責任編集 BSIエデュケーション 2000
- 『財政政策の効果と効率性 サスティナビリティを求めて』編 東洋経済新報社 2001
- 『再訪日本型経済システム』財務省財務総合政策研究所共編 有斐閣 2002
- 『金融用語辞典 第4版』賀来景英,鹿野嘉昭共編 東洋経済新報社 2005
- 『財政赤字と日本経済 財政健全化への理論と政策』財務省財務総合政策研究所共編著 有斐閣 2005
- 『経済格差の研究 日本の分配構造を読み解く』財務省財務総合政策研究所共編著 中央経済社 2006
- 『年金を考える 持続可能な社会保障制度改革』財務省財務総合政策研究所共編著 中央経済社 2006
- 『日本財政破綻回避への戦略』アン・O.クルーガー共編 日本経済新聞出版社 2007
- 『人口減少社会の社会保障制度改革の研究』財務省財務総合政策研究所共編著 中央経済社 2008
- 『分権化時代の地方財政』財務省財務総合政策研究所共編著 中央経済社 2008
- 『医療制度改革の研究 持続可能な制度の構築に向けて』財務省財務総合政策研究所共編著 中央経済社 2010
- 『経済成長と財政健全化の研究 持続可能な長期戦略を求めて』財務省財務総合政策研究所共編著 中央経済社 2010
- 『国際的マネーフローの研究 世界金融危機をもたらした構造的課題』財務省財務総合政策研究所共編著 中央経済社 2012
- 『実学としてのパーソナルファイナンス』吉野直行,伊藤宏一共編著 中央経済社 2013
- 『持続可能な高齢社会を考える 官民の「選択と集中」を踏まえた対応』財務省財務総合政策研究所共編著 中央経済社 2014

### 翻訳
- エゴン・ゾーメン『国際金融と外国為替』勁草書房 1964
- J.ヴァネック『国際貿易 理論と政策』渡部福太郎,島野卓爾共訳 東洋経済新報社 1964
- ジェームズ・S.デューゼンベリー『貨幣と信用』東洋経済新報社 1966
- J.R.ヒックス『経済学の思考法 貨幣と成長についての再論』岩波書店 1985